# Kinect Adventures!
Kinect Adventures! – gra sportowa opracowana przez Good Science Studio i wydana przez Microsoft na konsolę Xbox 360 z wykorzystaniem Kinecta. Gra jest oparta na silniku Unreal Engine 3. Pozycja została wydana w Ameryce Północnej, Europie, Australii i Japonii w listopadzie 2010 roku, jako jeden z pierwszych tytułów z okazji premiery Kinecta.

## Rozgrywka
Kinect Adventures składa się z 5 minigier, w których gracz wykonuje czynności rękami, nogami oraz całym ciałem, w skład których wchodzą:
- 20 000 przecieków – gracz znajduje się w szklanym pojemniku na dnie zbiornika wodnego i ma za zadanie przy użyciu rąk i nóg zaklejać dziury, które tworzą przepływające obok ryby
- Rwąca rzeka – gracz znajduje się na pontonie płynącym z prądem rzeki i zadaniem jest poruszanie tego pontonu przy użyciu całego ciała, przechylając się lub przesuwając na boki oraz skacząc, tak aby zdobyć jak najwięcej punktów
- Odbijana piłka – gracz znajduje się w przed tunelem wysokości gracza i zadaniem jest odbijanie piłek przy pomocy rąk, nóg, głowy i tułowia, aby zdobyć jak najwięcej punktów, zbijając cele w pomieszczeniu
- Grań refleksu – ta gra przypomina jazdę na kolejce górskiej, z tą różnicą, że gracz stoi na poruszającej się do przodu platformie, gdzie zadaniem jest zdobycie jak największej liczby punktów na trasie, na której znajdują się różnego rodzaju przeszkody, gdzie gracz musi skakać i robić uniki
- Kosmiczne bańki – gracz znajduje się w pomieszczeniu z blisko zerową grawitacją, w którym z bocznych otworów wylatują przeźroczyste bańki, które to zadaniem gracza jest zbijać.

W każdej z tych gier liczy się także czas, w jakim zostanie gra rozegrana. W każdej rozgrywce może brać udział jeden lub dwóch graczy jednocześnie stojących obok siebie.